# Philippe Cavoret
Philippe Cavoret (ur. 11 stycznia 1968 w Aix-les-Bains) – francuski skeletonista, olimpijczyk.

## Kariera
Największy sukces w karierze osiągnął 1 lutego 2003 roku w Altenbergu, gdzie zwyciężył w zawodach Pucharu Świata. Wyprzedził tam Austriaka Waltera Sterna oraz Japończyka Kazuhiro Koshiego. Jeszcze dwukrotnie stawał na podium zawodów tego cyklu: 16 grudnia 2000 roku w La Plagne był drugi, a 12 stycznia 2006 roku w Königssee zajął trzecie miejsce. Najlepsze wyniki osiągnął w sezonu 2000/2001, kiedy zajął siódme miejsce w klasyfikacji generalnej.
W 2002 roku wystartował na igrzyskach olimpijskich w Salt Lake City, zajmując siedemnaste miejsce. Na rozgrywanych cztery lata później igrzyskach w Turynie był osiemnasty. Zajął też między innymi siódme miejsce podczas mistrzostw świata w Nagano w 2003 roku i mistrzostw świata w Calgary w 2005 roku.